# IBM 3767
IBM 3767通信端末機（英文：BM 3767 Communication Terminal）はプリンター端末で、ワイヤ・マトリックス技術と、初めてSystems Network Architecture(SNA)のSynchronous Data Link Control (SDLC)プロトコルを使ったものだった。1974年に発表され、IBM System/360、IBM System/370などのメインフレーム コンピューターへ接続して、1970年代後半から1990年代には広く使われた。

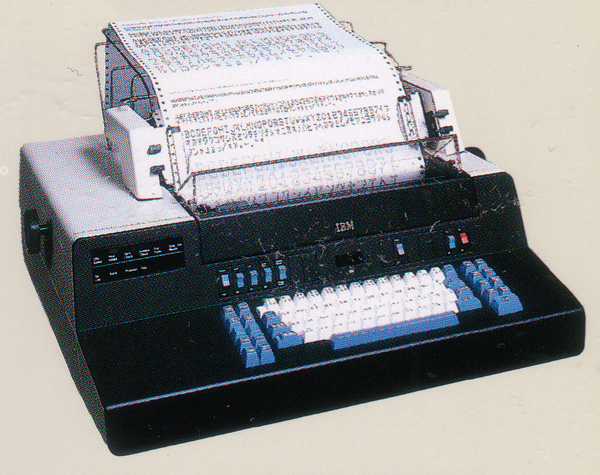
IBM 3767通信端末機

## より効率的なコンピューター端末の需要
1960年代から1970年代には、メインフレームコンピューターの環境は、パンチカードを入出力におもに使う大きなコンピューター室だけの環境から拡張されて、遠隔地にある端末機によるデータの入出力へ移っていった。この目的で、IBM 2741（伝統的なスタートストップ・プロトコルを利用）などのプリンター、IBM 2260、IBM 3270などの表示装置（BSC手順を利用）などが使われるようになっていた。
しかし、より効率のいい通信手順を使い、より効率的な信頼性も高い、新しいプリンターや表示装置の需要も強く、1974年9月にIBMは「通信の高度化機能」の発表を行い、そこでIBM 3767通信端末機とIBM 3770通信・システムを発表し、これらは新しいSystems Network Architecture(SNA)という通信アーキテクチャーの基でSynchronous Data Link Control (SDLC)プロトコルを実装した。またその後1975年7月には、IBM 3760データ入力ステーション、IBM 3270の新しいモデル、IBM 3790通信システムなどを発表している。.

## 3767の機能とモデル
IBM 3767通信端末機は次のような機能をもっている：
- IBM独自の技術でワイヤ・マトリックス印刷ヘッド
- キーボード
- 通信はSNA/SDLCまたはBSC
- 通信速度は200/300～19, 200ビット／秒
- 米国英語または世界の主要言語のうち一つ

いくつかのモデルがあり、機能を選べた
- 印刷位置は80または120
- 内蔵モデムのあり、なし

これらのモデルすべては、 IBM 3705通信制御装置などを通してIBM System/360、System/370メインフレームコンピュータにつながり、IBM Network Control Programやメインフレームのソフトウェア（CICS、IMS.など）にサポートされていた。
IBM 3767端末機の開発は、日本のIBM藤沢開発研究所（のちに移転して大和開発研究所）で行なわれた。製造はノースカロライナ州リサーチ・トライアングル・パーク工場で北米向け、藤沢工場でアジア・太平洋地区向け、英国・スコットランドのグリーノック工場でヨーロッパ向けが行なわれた。

## 参照
- List of IBM products
- IBM System/360、System/370、メインフレーム
- IBM 2741
- IBM 3770、IBM 3270、IBM 3760
- Systems Network Architecture (SNA)、BSC手順 (Binary Synchronous Communications Protocol)